# Glostrup

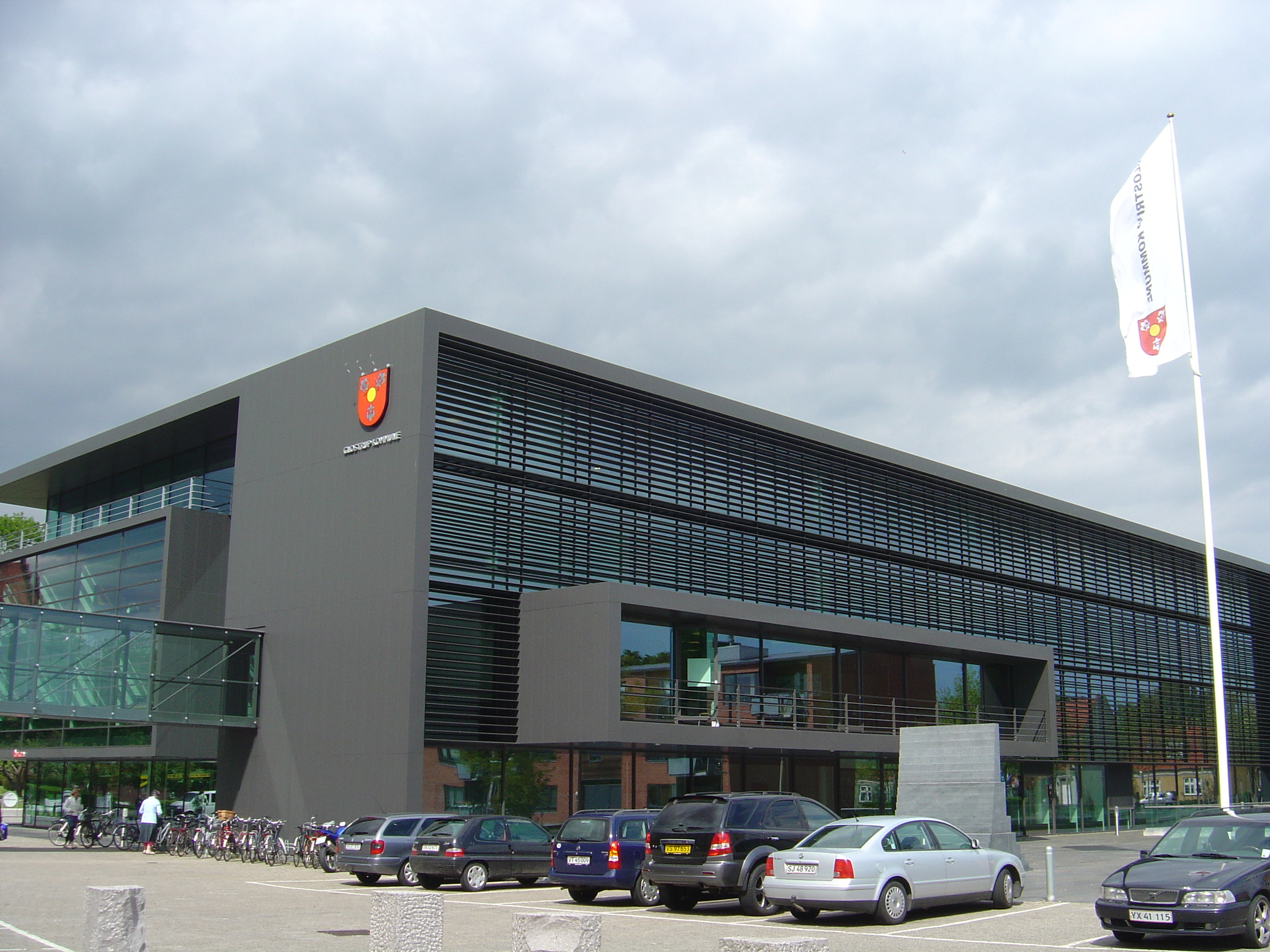
Glostrup Prefeitura.

Glostrup é um município da Dinamarca, localizado na região oriental, no condado de Copenhaga.
O município tem uma área de 13 km² e uma população de 20 229 habitantes, segundo o censo de 2003.